# Rafaela Pimentel
Rafaela Pimentel Lara (Baní, República Dominicana,1960) es una activista feminista dominicana y lideresa en el ámbito de las empleadas de hogar en España. Reside en España desde 1992 en  donde se ha significado por su lucha contra la explotación laboral en el sector doméstico, la discriminación y la falta de derechos, además de impartir conferencias, entrevistas, realizar recogidas de firmas y entregar peticiones en administraciones públicas. Actualmente, es Secretaria de Organización de SINTRAHOCU (Sindicato de trabajadoras del hogar y los cuidados).

## Biografía
Pimentel trabajaba en República Dominicana coordinando grupos de mujeres para transformarlas en lideresas capaces de organizar sus comunidades para afrontar los distintos problemas existentes como el alumbrado, el asfaltado, el acceso al agua potable, etc. Cuando se quedó sin trabajo en su país y con el padre de su hijo estudiando en España, se trasladó a Madrid en 1992 y desde entonces ha trabajado como empleada de hogar.
Interesada en los temas de mujer, en 1995 colaboró con el grupo de mujeres feministas del barrio de Vallecas hasta que este se disolvió, después dirigió su activismo hacia las mujeres migrantes trabajando en temas como la reagrupación familiar, la obtención de papeles para regularizar la situación administrativa,... hasta que se unió definitivamente a asociaciones de migrantes, mujeres y trabajadoras domésticas para luchar contra la triple discriminación que sufrían.
En 2006 Rafaela Pimentel creó el colectivo Territorio Doméstico que imparte charlas para visibilizar la situación de las mujeres empleadas de hogar y, asimismo, es un espacio de encuentro para compartir experiencias, cuidarse unas a otras y organizar sus lucha. Realizan asambleas un domingo al mes y las decisiones se toman de manera horizontal. En el 2018, junto al colectivo de economía social Senda de Cuidados, crearon el Observatorio Jeanneth Beltrán sobre Derechos en Empleo de Hogar y de Cuidados para visibilizar las situaciones de abusos y vulneración de derechos que se dan en el sector del trabajo doméstico con el objetivo de luchar por condiciones de trabajo digno. En 2019 presentaron un disco titulado Porque sin nosotras no se mueve el mundo.  En 2021 presentaron el documental Politizando los delantales, las ollas y las calles en Museo Reina Sofía.

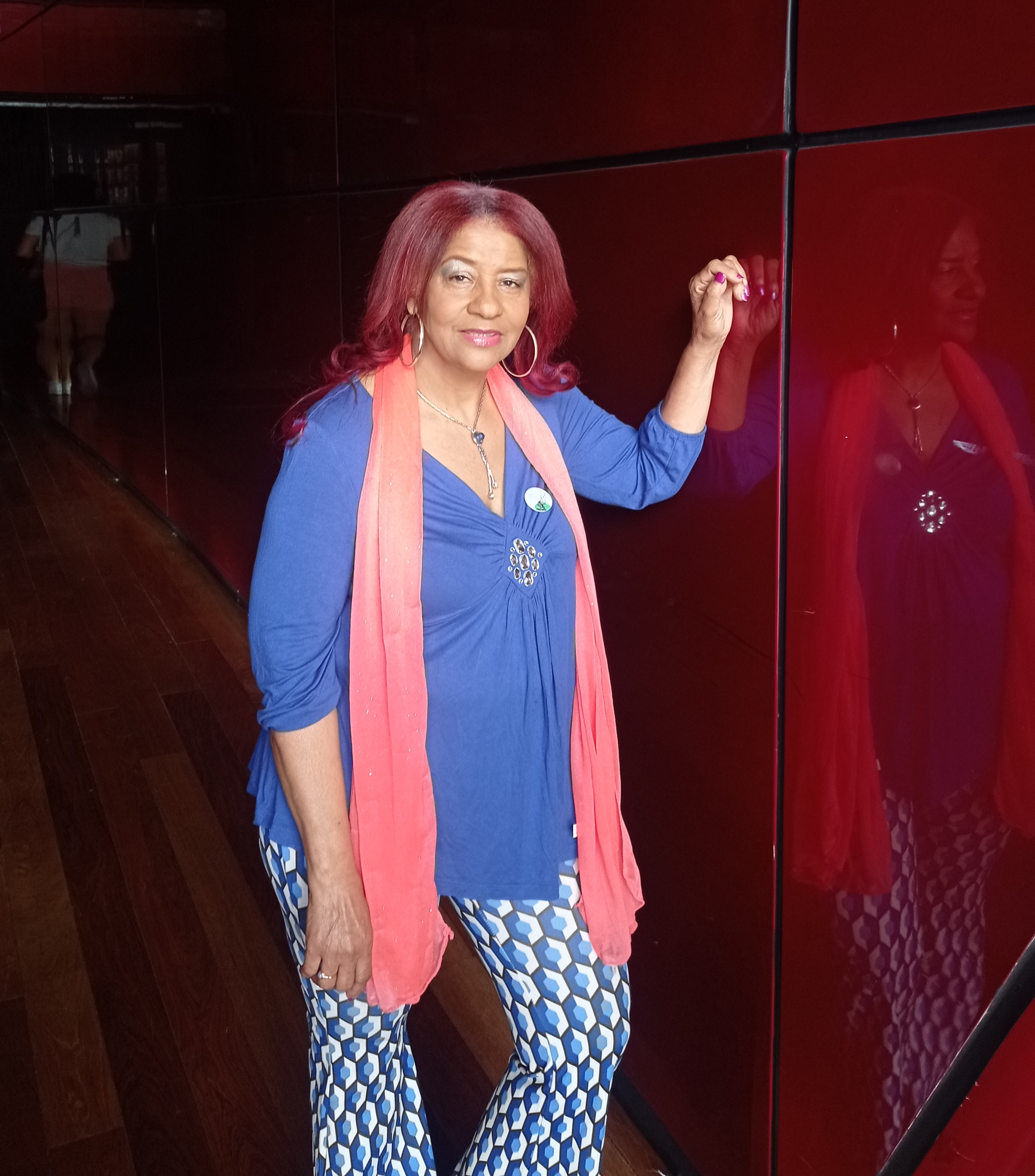
Rafaela Pimentel en las Jornadas Alianzas Feministas celebradas en el Museo Reina Sofía en octubre de 2023

La  lucha de Rafaela Pimentel se ha centrado en buscar el reconocimiento del trabajo de cuidados y que el Estado español ratificara el Convenio 189 de la Organización Internacional del Trabajo. Convenio que protege específicamente a quienes trabajan en el ámbito doméstico, por un lado reconociendo el valor social y económico del mismo y, por otro, garantizando una serie de derechos como vacaciones pagada, prestación por desempleo o el reconocimiento de la baja laboral entre otros. En 2021, el Ministerio de Empleo y Seguridad Social, tras haber recibido 146.000 apoyos firmados durante la campaña que empezó Pimentel en 2017, inició la ratificación del convenio. Además, el Tribunal de Justicia de la Unión Europea, en una sentencia en 2022, dictaminó que el régimen especialdispuesto para las empleadas del hogar discrimina a las trabajadoras por no permitirles cotizar por desempleo y, por tanto, es contraria al derecho de la Unión Europea. En abril de 2022 el Consejo de Ministros mandó al Congreso el Convenio para su posterior aprobación. Finalmente fue en agosto de 2022 cuando se aprobó la nueva que mejora las condiciones de trabajo de las empleadas de hogar convirtiéndose España en el 36º Estado en ratificar dicho Convenio.
En 2021 Rafaela Pimentel escribió el prefacio del libro Criada de Stephanie Land, obra en donde la autora relata de forma autobiográfica su trabajo como empleada de hogar para sacar adelante a su hija.Asimismo, en 2023 Pimentel publica junto con Constanza Cisneros, Amalia Caballero y Ana Rojo Biosindicalismo desde los territorios domésticos, un libro fruto de más de un año de trabajo y debates colectivos en torno a las reivindicaciones, formas de hacer y metodologías organizativas de Territorio Doméstico de trabajadoras del hogar y los cuidados.

## Premios y reconocimientos
- 2018 Premio Avanzadoras[19][20]